# Tobias Schützenauer
Tobias Schützenauer (* 19. Mai 1997 in Graz) ist ein österreichischer Fußballtorwart.

## Karriere

### Verein
Schützenauer begann seine Karriere beim ASKÖ Murfeld. 2004 wechselte er zum Grazer AK. Zur Saison 2010/11 kam er in die Akademie des SK Sturm Graz. 2013 rückte er in die zweite Mannschaft des SK Sturm Graz. Dort wurde er Stammtorhüter und schaffte 2014 den Sprung in die Bundesligamannschaft. Sein Debüt absolvierte er im Mai 2015 am 35. Spieltag der Saison 2014/15 im Spiel gegen den FC Admira Wacker Mödling, als er in der 35. Minute für den verletzten Christian Gratzei eingewechselt wurde. Im Mai 2022 wurde sein Vertrag beim SK Sturm Graz bis zum Sommer 2023 verlängert.
Nach neun Jahren im Profikader verließ er Sturm nach der Saison 2022/23. Anschließend wechselte er zur Saison 2023/24 zum Ligakonkurrenten SCR Altach, bei dem er einen bis Juni 2024 laufenden Vertrag erhielt. Nach seinem Vertragsende verließ er Altach nach der Saison 2023/24.
Nach mehreren Monaten ohne Verein wechselte Schützenauer im November 2024 nach Georgien zum FC Dinamo Tiflis. In Tiflis hütete er einmal in der Erovnuli Liga das Tor, ehe er Dinamo nach der Saison 2024 schon wieder verließ. Im Februar 2025 kehrte er nach Österreich zurück und wechselte zum LASK.

### Nationalmannschaft
Von 2013 bis 2018 absolvierte der Torhüter insgesamt zehn Länderspiele für diverse österreichische Jugendnationalmannschaften. Bei der U-17-Weltmeisterschaft 2013 in den Vereinigten Arabischen Emiraten stand er im Kader der Auswahl, wurde aber von Trainer Hermann Stadler nicht eingesetzt. Das gleiche Schicksal traf ihn auch bei der U-19-Europameisterschaft 2016 in Deutschland, wo er als Ersatztorwart keine Partie absolvierte. 

## Erfolge
- Österreichischer Cup-Sieger: 2018, 2023